# Clotton Hoofield
Clotton Hoofield is een civil parish in het bestuurlijke gebied Cheshire West and Chester, in het Engelse graafschap Cheshire met 425 inwoners.